# Каліновець (Венґровський повіт)
Каліновець (пол. Kalinowiec) — село в Польщі, у гміні Лохув Венґровського повіту Мазовецького воєводства.
Населення — 158 осіб (2011).
У 1975-1998 роках село належало до Седлецького воєводства.

## Демографія
Демографічна структура станом на 31 березня 2011 року:
|          | Загалом | Допрацездатний вік | Працездатний вік | Постпрацездатний вік |
| -------- | ------- | ------------------ | ---------------- | -------------------- |
| Чоловіки | 84      | 25                 | 52               | 7                    |
| Жінки    | 74      | 20                 | 42               | 12                   |
| Разом    | 158     | 45                 | 94               | 19                   |